# اریک آواری
اریک آواری (به انگلیسی: Erick Avari) (زاده ۱۳ آوریل ۱۹۵۲) بازیگر هندی-آمریکایی است.
از فیلم‌های معروف او می‌توان به بازی در فیلم مومیایی، رنگ شب، انسینو من و پستی اشاره کرد.